# Bouwteveengronden
Bouwteveengronden was een bodemtype binnen het Nederlandse systeem van bodemclassificatie en behoorde tot de eerdveengronden. In de herziene versie van het classificatiesysteem uit 1989 komen deze gronden niet meer voor.
De vrij dunne, veraarde bovenlaag van een bouwteveengrond bestaat uit venig zand, zandig veen of veen. De meestal oligotrofe veenondergrond van veenmosveen is kleiarm en bevat een gliedelaag. Tussen de 80 en 150 cm onder het maaiveld bevindt zich dekzand, waar in veel gevallen een podzolprofiel wordt gevonden. Bouwteveengronden werden aangetroffen als oudere veenontginningsgronden in Oost-Groningen. In oudere literatuur kan er naar bouwteveengronden verwezen worden als randveengronden of zwartveenontginningsgronden.